# ۱ ذی‌الحجه
۱ ذیحجه، اولین روز ماه ذیحجه در تقویم هجری قمری است.
در تقویم هجری قمری قراردادی این روز ۳۲۶مین روز سال است.

## وقایع
- ۲ ه.ق ‐ ازدواج علی بن ابی‌طالب و فاطمه بنت محمد[۱]

## زادگان
- ۵۸۶ - ابن ابی الحدید ادیب، متکلم، مورخ، شاعر و فقیه شافعی و اصولی معتزلی و از علمای سده هفتم هجری.